# 吉岡郵便局
吉岡郵便局（よしおかゆうびんきょく）
- 宮城県黒川郡大和町にある郵便局。本記事にて記述する。
- 埼玉県熊谷市にある郵便局。局番号は03096。
- 群馬県北群馬郡吉岡町にある郵便局。局番号は04114。
- 鳥取県鳥取市にある郵便局。局番号は52010。
- 愛媛県西条市にある郵便局。局番号は61267。
- 北海道松前郡福島町にある郵便局。局番号は94015。

吉岡郵便局（よしおかゆうびんきょく）は宮城県黒川郡大和町にある郵便局。民営化前の分類では集配特定郵便局であった。

## 概要
住所：〒981-3699 宮城県黒川郡大和町吉岡天皇寺52

### 出張所（局外設置ATM）
管轄はゆうちょ銀行仙台支店。
- 大衡村役場内出張所（ホリデーサービス実施）

## 沿革
- 1872年8月4日（明治5年7月1日） - 吉岡郵便取扱所として開設[1]。
- 1875年（明治8年）1月1日 - 吉岡郵便局（五等）となる。
- 1879年（明治12年） - 為替取扱を開始。
- 1880年（明治13年） - 貯金取扱を開始。
- 1893年（明治26年）3月1日 - 吉岡郵便電信局となる。
- 1903年（明治36年）4月1日 - 通信官署官制の施行に伴い吉岡郵便局となる。
- 1912年（大正元年）
  - 9月1日 - 特設電話加入申請受理を開始[2]。
  - 10月11日 - 電話交換業務および電話加入者の託送電報取扱を開始[3]。
- 1951年（昭和26年）8月1日 - 大衡簡易郵便局より、郵便貯金業務を移管[4]。
- 1960年（昭和35年）1月21日 - 陸前吉田郵便局および鶴巣郵便局から電話交換事務の取扱を移管。
- 1966年（昭和41年）9月25日 - 和文電報配達および電話交換業務を吉岡電報電話局に移管。
- 2007年（平成19年）10月1日 - 民営化に伴い、併設された郵便事業新仙台支店吉岡集配センターに一部業務を移管。
- 2012年（平成24年）10月1日 - 日本郵便株式会社発足に伴い、郵便事業新仙台支店吉岡集配センターを吉岡郵便局に統合。
- 2017年（平成29年）3月6日 - 鶴巣郵便局から「981-34xx」区域の集配業務を移管。

## 取扱内容
- 郵便、印紙、ゆうパック、内容証明
- 貯金、為替、振替、振込、国際送金、国債
- 生命保険、バイク自賠責保険
- ゆうちょ銀行ATM
- 大和町および大衡村内全域（〒981-36xx）の集配業務

## 周辺
- 大和町役場
- 大和町ふれあい文化創造センター（まほろばホール）
- 公立黒川病院
- 国道4号
- 国道457号

## アクセス
- 宮城交通バス 吉岡案内所停留所下車徒歩3分
- ミヤコーバス 高速バス・仙台 - 大衡線 吉岡営業所停留所下車徒歩3分
- 東北自動車道 大和ICから西へ約3km
- 駐車場あり：4台